# Black-out (album)

Black-out er det tredje studiealbum fra det danske rockband Malurt, der blev udgivet i april 1982 på Medley. Det er produceret af Nils Henriksen og indeholder hittet "Mød mig i mørket", der er blevet en af bandets signatursange. Det er det første Malurt-album med guitarist Christian Arendt og keyboardspiller Pete Repete som afløste Peter Viskinde og Henrik Littauer omkring årsskiftet 1981/82.

## Spor
Alt tekst skrevet af Michael Ehlert Falch, alt musik komponeret af Falch, Dia Nielsen, Peter Mors, Henrik Littauer og Peter Viskinde, undtagen hvor noteret.
| 1.    | "Mød mig i mørket"     |                                                     | 3:58 |
| 2.    | "Lev stærkt"           |                                                     | 2:50 |
| 3.    | "Missing link"         |                                                     | 3:06 |
| 4.    | "Tæt på"               |                                                     | 3:28 |
| 5.    | "Black-out"            |                                                     | 3:49 |
| 6.    | "Går under jorden"     |                                                     | 4:28 |
| 7.    | "Når natten falder på" | Falch, Nielsen, Mors, Christian Arendt, Pete Repete | 3:55 |
| 8.    | "Stand-in"             | Falch, Nielsen, Mors, Arendt, Repete                | 3:25 |
| 9.    | "Midnatsmanden"        |                                                     | 2:58 |
| 10.   | "Vi ses igen"          |                                                     | 2:26 |
| 34:23 |                        |                                                     |      |

## Medvirkende
Malurt
- Michael Ehlert Falch – vokal, guitar
- Christian Arendt – guitar
- Pete Repete – keyboards, Casio 202, tamburin (spor 6)[5]
- Dia Nielsen – bas, kor
- Peter Mors – trommer, percussion

Øvrige musikere
- Nils Henriksen – ekstra guitar (spor 3–7), roto (spor 6)[5]

Produktion
- Nils Henriksen – producer
- Flemming Rasmussen – lydtekniker
- Joe Petagno – cover
- Torben Klint – fotos, coveridé
- Michael Ehlert Falch – coveridé